# Classica Sarda
La Classica Sarda era una carrera ciclista italiana de un día que se disputaba en Cerdeña a finales de febrero. 
Su primera edición fue en el 2010 formando parte del UCI Europe Tour, dentro de la categoría 1.1.
Dependiendo cual era el inicio y final de la carrera el nombre de esta variaba, así la primera edición se llamó Classica Sarda Olbia-Pantogia y la segunda Classica Sarda Sassari-Cagliari.

## Palmarés
| Año  | Ganador           | Segundo        | Tercero           |
| ---- | ----------------- | -------------- | ----------------- |
| 2010 | Giovanni Visconti | Fabio Sabatini | Geoffroy Lequatre |
| 2011 | Pavel Brutt       | Emanuele Sella | Peter Sagan       |

## Palmarés por países
| País   | Victorias |
| ------ | --------- |
| Italia | 1         |
| Rusia  | 1         |